# Churro

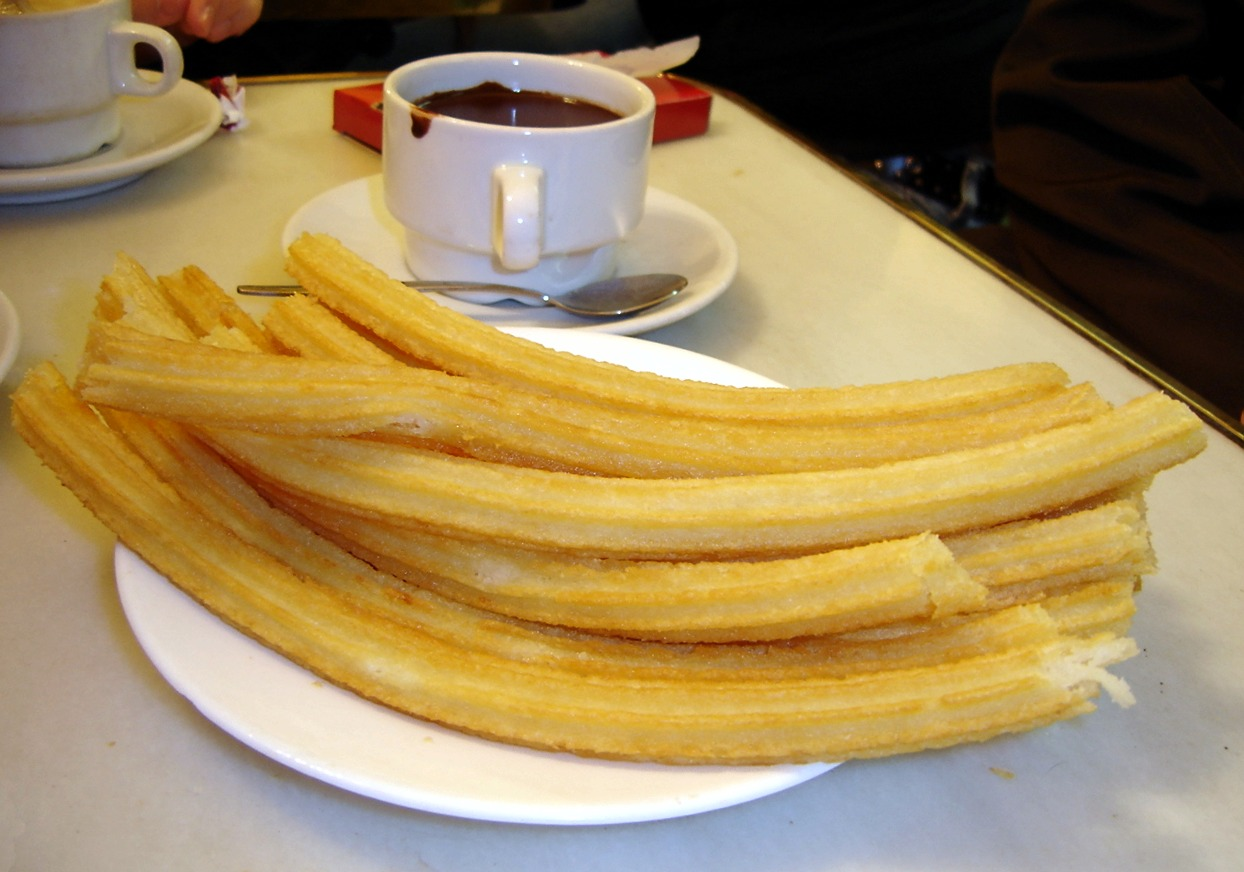
Spanische Churros mit heißer Schokolade (Chocolate con Churros)

Churros (Aussprache ['tʃuros]) sind ein iberisches Fettgebäck. Die länglichen Krapfen bzw. Spritzkuchen mit sternförmigem Querschnitt werden aus Brandmasse zubereitet, in heißem Öl frittiert und mit Zucker bestreut. Sie werden häufig als Chocolate con Churros (bzw. churros y chocolate) serviert und sind auch in Lateinamerika, in Marokko, im Südwesten der USA und auf den Philippinen verbreitet (tsuros con tsokolate).

## Entstehung
Der Ursprung der Churros soll auf ein chinesisches Frühstücksgericht zurückgehen. Portugiesische Händler sollen es nach Europa eingeführt, um Zucker ergänzt und in seine im Querschnitt sternförmige Gestalt gebracht haben.

## Verkauf und Verzehr
Normalerweise werden Churros am Churro-Stand oder in einer Churrería verkauft, die sich oft auf Hauptstraßen, Plätzen und Märkten befinden. In Spanien isst man Churros zu jeder Tageszeit, doch besonders begehrt sind sie als Chocolate con Churros nachts oder früh morgens auf dem Heimweg. Außerdem kann man sie mit Vanillezucker oder Zimt bestreut essen. Traditionell werden Churros besonders gern am Neujahrsmorgen nach der Silvesterparty gegessen. Die Spritzpistole wird Churrera genannt.

## Varianten und Verbreitung
Es gibt verschiedene Arten von Churros. In Sevilla werden sie manchmal auch Calientes oder Calentitos de la rueda genannt. Diese Namen beziehen sich normalerweise auf dickere Churros, die im Norden Spaniens, dem Baskenland und anderen Regionen Porra genannt werden. Calientes werden normalerweise spiralförmig frittiert und danach in kleinere Portionen geschnitten. Das Zentrum der Spirale ist dicker und weicher. Der Standard-Churro wird auch oft unter dem Namen Calentitos de papas verkauft. Der Name bezieht sich auf seine weichere, kartoffelbreiähnliche Konsistenz. 
Gefüllte, geradlinige Churros gibt es in Kuba (zum Beispiel mit einer Guaven-Fruchtfüllung), Brasilien (mit Schokolade, Doce de Leite etc.) sowie in Argentinien, Paraguay, Bolivien, Peru, Chile und Mexiko. In Kolumbien und Venezuela werden die Churros mit Arequipe oder gezuckerter Kondensmilch glasiert. In Uruguay gibt es Churros auch in herzhafter, mit Käse gefüllter Variante.
In Frankreich werden sie als Chichis oder Chouchous und in Portugal als Farturas angeboten. Auch in Deutschland gibt es  Churros zu kaufen, beispielsweise bei Volksfesten oder in Freizeitparks.